# Flipperne
Flipperne er et tingseventyr skrevet af H.C. Andersen i 1848. Faktisk udkom den på engelsk allerede året før. På dansk udkom den d. 4. marts 1848 i "Nye Eventyr". Andet Bind. Anden Samling.
Historien handler om en fin kavalers flipper. Flipperne ønsker at gifte sig og frier derfor til et strømpebånd, derefter til et strygejern og en saks, men dens bestræbelser er forgæves. I stedet ender flipperne i en kludekasse på en papirfabrik.
| Sprog og litteratur | Spire Denne artikel om litteratur er en spire som bør udbygges. Du er velkommen til at hjælpe Wikipedia ved at udvide den. |